# حسن عبد الوهاب
حسن عبد الوهاب، (31 أغسطس 1898 - 1 يناير 1967) هو مؤرخ وعالم آثار وفنون إسلامية مصري، اكتشف العديد من الآثار الإسلامية وله الكثير من المؤلفات والأبحاث.

## حياته
من مواليد 31 أغسطس 1898 بالقرب من مصر القديمة بمنطقة كثرت فيها الدور ذوات المشربيات والنوافذ من الخشب الخرط الرقيق، وأبوه من علماء الأزهر، وجده من أعلام القراءات ورسم المصحف، وأستاذه العلامة الجليل أحمد باشا تيمور.
حفظ القرآن ودرس مبادئ العلوم في الأزهر ثم التحق بتجهيزية دار العلوم، التحق بخدمة لجنة الآثار العربية في عهد السلطان حسين كامل، وعمل مع العالم السويسري هرتس بك ومع العالم الفرنسي جاستون فييت، ومع المهندس المصري محمد باشا أحمد أول من تولى الآثار العربية من المصريين بالدراسة. وكان لهؤلاء الفضل في صيانة وترميم كثير من مساجد مصر الإسلامية ومدارسها ومشاهدها على أسس علمية وفنية حتي منتصف الأربعينيات، وكانت مصر تزخر بأجيال الصناع من الفنيين في الرخام والخشب والحجارة والنحاس والمزخرفيين، وبين أيديهم اشتغل حسن عبد الوهاب مفتشًا للآثار ثم كبيرًا للمفتشين حتى أحيل إلى المعاش عام 1958.
كانت ميزة من مميزات هذا العالم الجليل، أنه مصور فوتوغرافي، زاول التصوير منذ بدء اشتغاله بالآثار رغم بدائية آلات التصوير في أوائل القرن العشرين، وقد دعم كل أعماله الأثرية وتتبع رقيها وتطورها، وكانت له البحوث العلمية الطيبة، في حياة الصناع، ونظم العصور الإسلامية وتخطيط المدن.
ألف كتاب تاريخ المساجد الأثرية من جزأين، وقد ضم الكتاب الكثير من التفاصيل المعمارية التي تساعد على بيان دقائق العمل الهندسي واجتلاء محاسنه، وهذه المجموعة من المساجد التي ضمنها حسن عبد الوهاب في كتابه أهمها وأكبرها، وجمعت بين المسجد الجامع والمدرسة والخانقاة، وتنوعت فيها العمارة الإسلامية في عصورها المختلفة بمصر، كما تناول أيضًا في هذا الكتاب تاريخ منشئ المسجد وتحقيق تاريخ إنشائه ووصفه والأدوار التي مرت به من زيادة وتعمير.

## اكتشافاته
- كشف محراب المعز لدين الله بالجامع الأزهر.
- اكتشاف تابوت المشهد الحسيني.
- الكشف عن فسيفساء قبة الصالح نجم الدين أيوب، بالإضافة إلى اكتشاف العديد من التحف الفنية والمصاحف الشريفة المحفوظة بالمتاحف المصرية.
- اكتشاف اسم مهندس مدرسة السلطان حسن.

## مشاركته في اللجان العلمية
شارك في العديد من المؤتمرات والندوات العلمية داخل وخارج مصر، وشارك في عضوية العديد من المجالس العلمية واللجان منها:
- عضو المجلس الأعلى للآثار.
- عضو المجمع العلمي المصري.
- عضو لجنة إحياء التراث بالمجلس الأعلى للشئون الإسلامية بوزارة الأوقاف.
- عضو مجلس الإدارة في جمعية المواساة.
- عضو لجنه التاريخ والآثار بالمجلس الأعلى لرعاية الفنون والآداب.
- عضو مجلس الإدارة في جمعية الجغرافية. · عضو اللجنة التاريخية المصرية.
- عضو لجنه المقتنيات.
- عضو لجنة المتحف البحري.
- عضو لجنة المتاحف بوزارة الثقافة والإرشاد.
- خبير بمجمع اللغة العربية.
- خبير فني للشئون الأثرية بالمكتب المعماري الهندسي لإصلاح قبة الصخرة بالقدس.

## مؤلفاته
- تاريخ المساجد الأثرية.
- بين الآثار الإسلامية، نشر باللغات العربية والفرنسية والإنجليزية.
- الآثار الإسلامية بمصر، نشر باللغات العربية والفرنسية والإنجليزية.
- تخطيط القاهرة و تنظيمها منذ نشأتها.
- العمارة في عصر محمد علي.
- تاريخ الشرطة في العصر الإسلامي.
- جامع السلطان حسن وما حوله.
- خانقاه فرج بن برقوق وما حولها.
- العديد من المقالات بجريدة الأهرام في الفترة من عام 1937 إلى 1960.

## تكريمه
حصل على جائزة الدولة التقديرية في العلوم الاجتماعية لعام 1968 بعد عام من وفاته.